# Branchia brevis
Branchia brevis är en spindeldjursart som beskrevs av Muma 1951. Branchia brevis ingår i släktet Branchia och familjen Ammotrechidae. Inga underarter finns listade.